# Johannes Siegvald Dahl
Johannes Siegvald Dahl (født 16. august 1827 i Dresden, død 15. juni 1902 sammesteds) var en tysk/norsk maler.
Johannes Siegvald Dahl er søn af Johan Christian Dahl. Sin første ledelse i malerkunsten fik han af faderen og senere af dyremaleren Johann Friedrich Wilhelm Wegener. Og dyremaleriet dyrkede han stadig senere, men ved siden deraf også portrætmaleriet. 1851 rejste han til London for nøjere at studere Edwin Landseers kunst og til Paris, hvilke stæder han flere gange besøgte. Dresden-Galeriet ejer to billeder af ham: Fejlskud (1861) og Færge i Telemarken (1863). Af hans mange andre i forskellige museer og samlinger spredte billeder kan nævnes: Vildænder overfaldne af Ræv (1868) i museet i Hannover, Ræv paa Lur efter Ænder (1874, raderet af Petzsch), Kostald med Køer (1882) og flere. Han blev æresmedlem af Dresden-Galeriet 1864. Af hans portrætter må fremhæves det udmærkede billede af justitiarius G.J. Bull og billedet af faderen, professor Dahl (1850, Bergens billedgalleri). Dahl testamenterede ved sin død en stor samling af sin faders studier og tegninger til kunstmuseet i Oslo og Bergens billedgaleri.